# اچ‌تی‌سی وایو
اچ‌تی‌سی وایو (به انگلیسی: HTC Vive) یک نمایشگر سربند واقعیت مجازی است که محصول مشترک دو شرکت اچ‌تی‌سی و شرکت ولو به شمار می‌رود و در ۵ آوریل ۲۰۱۶ به بازار عرضه شد. اچ‌تی‌سی وایو بخشی از پروژه استریم‌وی‌آر شرکت ولو است.